# Melbourne
Melbourne (wym. [ˈmelbən] lub [ˈmɛlbərn]) – miasto w południowo-wschodniej Australii położone nad zatoką Port Phillip, stolica stanu Wiktoria. Jest drugim co do wielkości miastem Australii i Oceanii (po Sydney), z liczbą ludności wynoszącą 5,2 mln mieszkańców. W latach 1901–1927 stolica Australii.
Uznane przez czasopismo „The Economist” za „Najlepsze miasto do życia na świecie” w latach 2011–2017. W Melbourne – obok Sydney – znajduje się największe skupisko polonijne Australii. Siedziba konsula honorowego Polski.

## Toponimia
Nazwa miasta pochodzi od posiadłości rodowej jednego z brytyjskich premierów – Williama Lamba, wicehrabiego Melbourne. Majątek ten znajdował się w pobliżu wsi Melbourne w hrabstwie Derbyshire w Anglii.

## Geografia
Melbourne położone jest w południowo-wschodniej części kontynentu australijskiego i jest najbardziej na południe wysuniętą stolicą kontynentu. Miasto położone jest nad zatoką Port Phillip u ujścia rzeki Yarra, której aborygeńska nazwa oznacza płynącą wodę. We wschodniej części miasta położone są Góry Dandenong.

### Klimat
Klimat Melbourne charakteryzuje się, jako przejściowy morski z dobrze zauważalnymi wahaniami wilgotności – względnie dużymi opadami zimą (czerwiec-sierpień) i suchym latem (grudzień-luty). Powodem tego jest położenie Melbourne znajdującego się na pograniczu dwóch stref: gorącej śródlądowej i zimnej południowo-oceanicznej.
Dzienne różnice temperatur są najbardziej zauważalne wiosną i latem. Spowodowane jest to tworzeniem się wtedy chłodnych frontów atmosferycznych nadchodzących od strony morza. Są one przyczyną szeregu zjawisk takich jak: burze i wichury, duże zmiany temperatur oraz intensywne deszcze. Występują one przelotnie. Są często uciążliwe i znacznie obniżają temperaturę, ale też szybko mijają i bardzo szybko „rozpogadza się”, rośnie nasłonecznienie i z tym temperatura, które szybko ustępują na rzecz wcześniejszych opadów. Takie wahania pogodowe zdarzają się wielokrotnie w ciągu dnia.
Melbourne zimą jest najchłodniejszą spośród wszystkich stolic stanów kontynentalnej Australii. Najniższą zanotowaną temperaturą była: –2,8 °C, z 4 lipca 1901 r. Jakkolwiek zima w Melbourne jest bogata w opady, to śnieg występuje tu niezwykle rzadko. Ostatni opad śniegu z deszczem wystąpił w centrum miasta 25 sierpnia 1986 r., zaś sam śnieg spadł po raz ostatni we wschodnich dzielnicach i Mount Dandenong 10 sierpnia 2005 r. Zjawisko to się powtarzało 15 października 2006 r., 25 grudnia 2006 r. i 10 sierpnia 2008 r.
Wiosną Melbourne zwykle należy do długiej pory wpółsuchej, ze skąpymi opadami deszczu i bezchmurnym niebem. Środek lata przypada na styczeń i luty, gdzie dzienny wzrost temperatury w porównaniu z Sydney jest podobny. Letnie dni w Melbourne są znacznie wydłużone i wyjątkowo gorące. Najwyższa zanotowana temperatura wyniosła 46,4 °C (7 lutego 2009).
| Miesiąc                                                                                                   | Sty  | Lut  | Mar  | Kwi  | Maj  | Cze  | Lip  | Sie  | Wrz  | Paź  | Lis  | Gru  | Roczna |
| --- | ---- | ---- | ---- | ---- | ---- | ---- | ---- | ---- | ---- | ---- | ---- | ---- | ------ |
| Średnie temperatury w dzień [°C]                                                                          | 27,0 | 26,9 | 24,6 | 21,1 | 17,6 | 15,1 | 14,5 | 15,9 | 18,1 | 20,5 | 22,9 | 24,8 | 20,8   |
| Średnie dobowe temperatury [°C]                                                                           | 21,6 | 21,7 | 19,6 | 16,5 | 13,7 | 11,7 | 11,0 | 11,9 | 13,8 | 15,7 | 17,9 | 19,6 | 16,2   |
| Średnie temperatury w nocy [°C]                                                                           | 16,1 | 16,4 | 14,6 | 11,8 | 9,8  | 8,2  | 7,5  | 7,9  | 9,4  | 10,9 | 12,8 | 14,3 | 11,6   |
| Opady [mm]                                                                                                | 44,2 | 50,2 | 39,0 | 53,2 | 43,9 | 49,5 | 39,8 | 47,0 | 54,5 | 55,8 | 63,3 | 60,9 | 601    |
| Średnia liczba dni z opadami                                                                              | 8,9  | 7,8  | 9,5  | 11,0 | 12,0 | 13,7 | 14,3 | 14,4 | 14,4 | 13,5 | 11,5 | 9,9  | 141    |
| Średnie usłonecznienie [h]                                                                                | 279  | 235  | 211  | 168  | 121  | 108  | 115  | 146  | 171  | 195  | 210  | 233  | 2191   |
| Źródło: Bureau of Meteorology (liczba dni z opadami dla wartości 0,1 mm, wysokość 31 m n.p.m., 1991-2014) |      |      |      |      |      |      |      |      |      |      |      |      |        |

| Miesiąc                                                                                                   | Sty  | Lut  | Mar  | Kwi  | Maj  | Cze  | Lip  | Sie  | Wrz  | Paź  | Lis  | Gru  | Roczna |
| --- | ---- | ---- | ---- | ---- | ---- | ---- | ---- | ---- | ---- | ---- | ---- | ---- | ------ |
| Średnie temperatury w dzień [°C]                                                                          | 26,0 | 25,9 | 23,9 | 20,5 | 17,1 | 14,5 | 14,1 | 15,2 | 17,4 | 20,0 | 22,1 | 24,2 | 20,1   |
| Średnie dobowe temperatury [°C]                                                                           | 20,3 | 20,3 | 18,4 | 15,2 | 12,6 | 10,4 | 9,9  | 10,5 | 12,3 | 14,3 | 16,5 | 18,4 | 14,9   |
| Średnie temperatury w nocy [°C]                                                                           | 14,6 | 14,7 | 12,9 | 9,9  | 8,1  | 6,2  | 5,6  | 5,8  | 7,1  | 8,6  | 10,8 | 12,5 | 9,7    |
| Opady [mm]                                                                                                | 43,1 | 38,2 | 31,3 | 38,9 | 34,4 | 39,1 | 32,0 | 38,0 | 43,6 | 43,5 | 53,6 | 45,7 | 481    |
| Średnia liczba dni z opadami                                                                              | 7,9  | 7,0  | 8,4  | 10,0 | 12,7 | 14,3 | 14,9 | 15,3 | 15,2 | 13,3 | 11,5 | 9,2  | 140    |
| Średnie usłonecznienie [h]                                                                                | 264  | 241  | 208  | 171  | 133  | 123  | 140  | 161  | 171  | 211  | 222  | 248  | 2306   |
| Źródło: Bureau of Meteorology (liczba dni z opadami dla wartości 0,1 mm, wysokość 20 m n.p.m., 1991-2020) |      |      |      |      |      |      |      |      |      |      |      |      |        |

| Sty  | Lut  | Mar  | Kwi  | Maj  | Cze  | Lip  | Sie  | Wrz  | Paź  | Lis  | Gru  | Rok  |
| ---- | ---- | ---- | ---- | ---- | ---- | ---- | ---- | ---- | ---- | ---- | ---- | ---- |
| 18,6 | 18,8 | 18,4 | 18,0 | 17,0 | 15,8 | 15,0 | 14,7 | 14,6 | 15,0 | 16,5 | 17,4 | 16,6 |

## Historia

Najstarsza australijska stacja kolejowa Flinders Street przy skrzyżowaniu ulic Swanston (horyzontalnie) i Flinders. (1927)

Melbourne zostało założone 30 sierpnia 1835 przez grupę wolnych osadników pod przywództwem Jana Batmana, w przeciwieństwie do innych stolic Australii, które były z początku koloniami karnymi (wyjątkiem są również Adelaide i Perth). Odkrycie złota w środkowej Wiktorii w latach 50. XIX wieku zapoczątkowało gorączkę złota i Melbourne szybko rosło jako największe miasto portowe w regionie. W latach 80. XIX wieku Melbourne było drugim pod względem wielkości miastem Imperium Brytyjskiego i było znane jako Marvellous Melbourne (Wspaniałe Melbourne). Dzisiaj Melbourne posiada największą liczbę budowli epoki wiktoriańskiej na świecie po Londynie.
Melbourne zostało pierwszą stolicą Federacji Australii 1 stycznia 1901. Pierwszy federalny parlament został otwarty 9 maja 1901. Melbourne pozostało siedzibą rządu i stolicą do 9 maja 1927, kiedy otwarto parlament w nowo wybudowanej stolicy Canberra.
Melbourne było gospodarzem letnich igrzysk olimpijskich w 1956 roku. Były to pierwsze w historii igrzyska przeprowadzone na południowej półkuli (późniejsze to: Sydney 2000, Rio de Janeiro 2016 i planowane Brisbane 2032).

### Najważniejsze daty

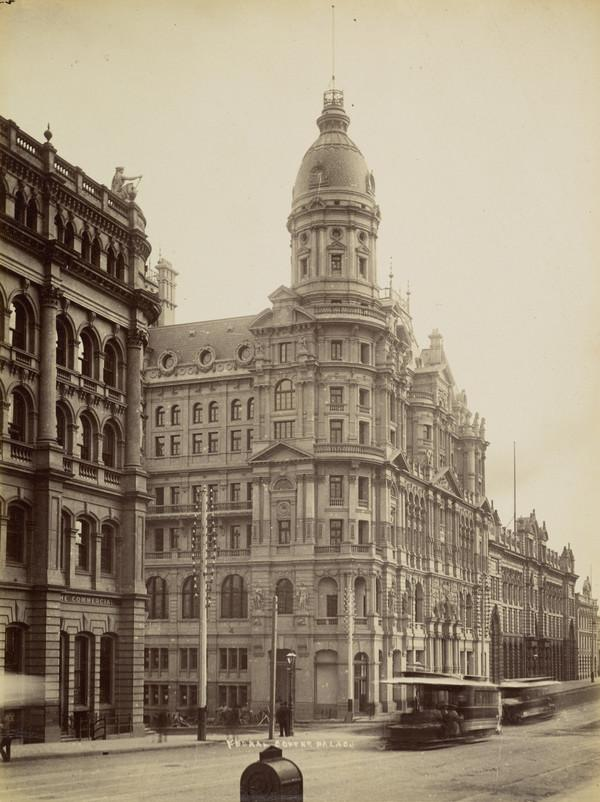
Federal Coffee Palace

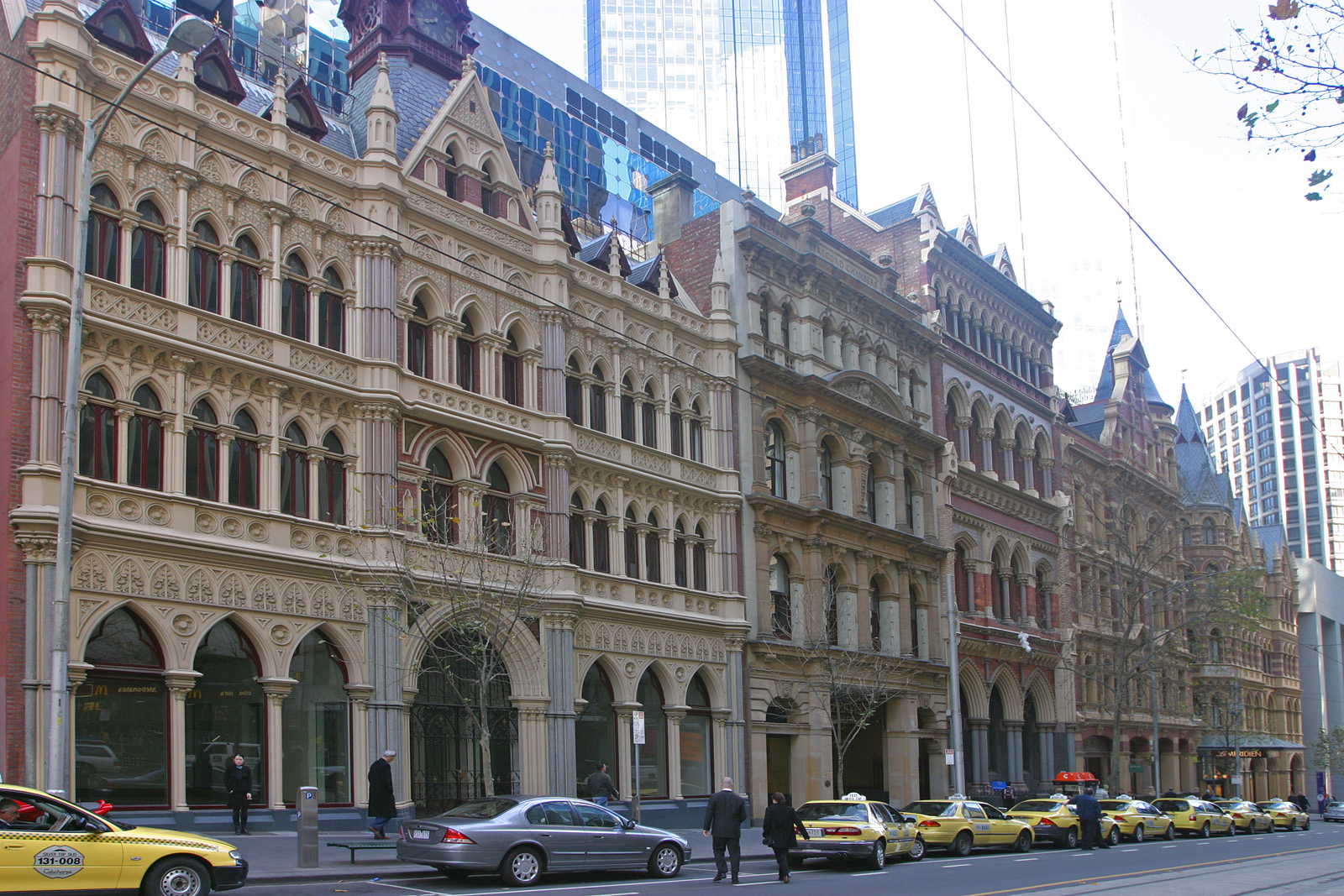
Zabudowania przy ulicy Collins

- 1803 – kolonia karna założona przez kapitana Davida Collinsa w pobliżu Sorrento na Półwyspie Mornington. Opuszczona po 5 miesiącach
- 1835 – założenie miasta na brzegu rzeki Yarra przez Johna Batmana(inne języki) i Johna Pascoe Fawknera(inne języki)
- 1837 – wytyczenie planu centrum miasta przez Roberta Hoddle (tzw. Hoddle Grid(inne języki))
- 1847 – nadanie praw miejskich
- 1851 – utworzenie kolonii Wiktoria i początek gorączki złota
- 1854 – pierwsza linia kolei parowej w Australii, łącząca Melbourne z Sandridge (Port Melbourne)
- 1861 – pierwsza gonitwa o Puchar Melbourne
- 1865 – Melbourne staje się największym miastem Australii, wyprzedzając Sydney
- 1901 – utworzenie Federacji Australii. Melbourne zostaje pierwszą stolicą kraju
- 1905 – pierwszy raz rozegrano Australian Open
- 1927 – przeniesienie stolicy do Canberry
- 1956 – olimpiada w Melbourne

## Demografia
| Rok  | Liczba     |
| ---- | ---------- |
| 1836 | 177        |
| 1851 | 20 000     |
| 1854 | 300 800    |
| 1860 | 500 000    |
| 1895 | 900 000    |
| 1956 | ~1 500 000 |
| 1981 | 2 806 000  |
| 1991 | 3 156 700  |
| 2001 | 3 366 542  |
| 2004 | 3 559 700  |
| 2007 | 3 720 000  |

| Lp. | Kraj pochodzenia | Liczba  |
| --- | ---------------- | ------- |
| 1.  | Wielka Brytania  | 156 457 |
| 2.  | Włochy           | 73 801  |
| 3.  | Wietnam          | 57 926  |
| 4.  | Chiny (ChRL)     | 54 726  |
| 5.  | Nowa Zelandia    | 52 453  |
| 6.  | Grecja           | 52 279  |
| 7.  | Indie            | 50 686  |
| 8.  | Sri Lanka        | 30 594  |
| 9.  | Malezja          | 29 174  |
| 10. | Filipiny         | 24 568  |
| 11. | Niemcy           | 21 182  |
| 12. | Malta            | 18 951  |
| 13. | RPA              | 17 317  |
| 14. | Macedonia        | 17 287  |
| 15. | Hongkong         | 16 917  |
| 16. | Polska           | 16 439  |
| 17. | Chorwacja        | 15 367  |
| 18. | Liban            | 14 645  |
| 19. | Holandia         | 14 581  |
| 20. | Turcja           | 14 124  |

Liczba ludności Melbourne rosła gwałtownie w czasie gorączki złota. W ciągu kilku lat z różnych krajów świata przybyło prawie 125 tys. ludzi. W kolejnych dekadach (1870, 1880) Melbourne było największym miastem Australii. W latach 90. XIX wieku Melbourne zostało dotknięte głębokim kryzysem gospodarczym i utraciło znaczną część populacji. Potrzeba zwiększenia zaludnienia i przyciągnięcia nowych rąk do pracy ściągnęła do Melbourne wielu imigrantów po 1945 z takich krajów jak Wielka Brytania, Jugosławia, Holandia, Niemcy, Polska, Grecja, Włochy. Dzisiaj Melbourne jest jednym z największych skupisk ludności greckiej poza Grecją. Lata 70. i 80. XX wieku to duży napływ ludności z Azji, szczególnie uchodźców z Kambodży i Wietnamu, jak również imigrantów z Indii, Filipin i Malezji.
 

## Władze miejskie
Nie istnieje jednostka samorządowa zarządzająca całym obszarem aglomeracji Melbourne, która podzielona jest na 31 miast oraz hrabstw, a miasto Melbourne obejmuje tylko centralną część aglomeracji i przylegające dzielnice. Każde z miast posiada wybieraną radę miasta odpowiedzialną za szereg funkcji powierzonych jej przez rząd stanowy Wiktorii, m.in. planowanie, zbiórkę śmieci, plaże, parki i ogrody, przedszkola, lokalne wydarzenia kulturalne i festiwale, usługi dla osób w podeszłym wieku itp.
Większość inicjatyw rządowych dla całego miasta jest kontrolowanych przez rząd stanowy. Obejmuje to transport publiczny, główne drogi, kontrolę ruchu, policję, szkoły oraz główne projekty związane z infrastrukturą.

## Gospodarka
Melbourne jest wielkim centrum handlowym i przemysłowym. Wiele z największych australijskich przedsiębiorstw ma tutaj główne siedziby.
Melbourne posiada największy w Australii port morski i dużą część przemysłu samochodowego (w tym fabrykę silników Holden oraz fabryki samochodów marek Ford i Toyota) oraz wiele innych gałęzi przemysłu.

## Oświata i nauka
W Melbourne zlokalizowanych jest również kilka uniwersytetów (w tym University of Melbourne, Deakin University, La Trobe University, Monash University, RMIT University, Swinburne University of Technology oraz Victoria University of Technology).

## Sport
W Melbourne ma siedzibę 9 z 16 drużyn ogólnokrajowej ligi futbolu australijskiego – Australian Football League (AFL), których mecze przyciągają co tydzień około 40 tys. widzów na pojedynczy mecz. To właśnie Melbourne jest miejscem narodzin futbolu australijskiego, obecnie najpopularniejszego sportu w całej Australii. Wielki finał (jedno z największych sportowych wydarzeń w Australii) rozgrywany jest w ostatnią sobotę września na stadionie MCG, który może pomieścić do 100 tys. widzów.
Corocznie 25 kwietnia z okazji święta narodowego ANZAC Day na stadionie MCG odbywa się mecz ligowy między Collingwood FC a Essendon FC. Mecz ten noszący nazwę ANZAC Day Clash jest najpopularniejszym po Wielkim Finale wydarzeniem w sezonowym kalendarzu AFL.
Kluby AFL z Melbourne

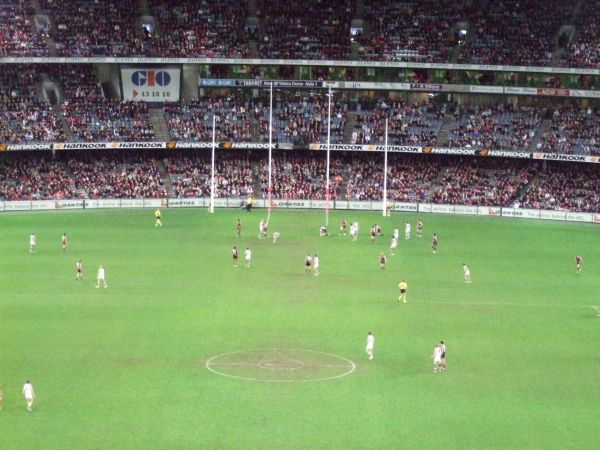
Mecz ligi AFL na stadionie Dockland

- Carlton Football Club („The Blues”) – założony w 1864 roku, 16-krotny mistrz ligi
- Collingwood Football Club („The Magpies”) – założony w 1892 roku, 14-krotny mistrz ligi
- Essendon Football Club („The Bombers”) – założony w 1872 roku, 16-krotny mistrz ligi
- Hawthorn Football Club(inne języki) („The Hawks”) – założony w 1902 roku, 10-krotny mistrz ligi
- Melbourne Football Club(inne języki) („The Demons”) – założony w 1858 roku, 12-krotny mistrz ligi
- North Melbourne Football Club(inne języki) („The Kangaroos”) – założony w 1869 roku, 4-krotny mistrz ligi
- Richmond Football Club („The Tigers”) – założony w 1885 roku, 10-krotny mistrz ligi
- Saint Kilda Football Club („The Saints”) – założony w 1873 roku, 1-krotny mistrz ligi
- Western Bulldogs Football Club(inne języki) („The Bulldogs) – założony w 1883 roku, 1-krotny mistrz ligi

Inne ważne wydarzenia sportowe w Melbourne
- Australian Open – jeden z czterech turniejów tenisowego Wielkiego Szlema
- Melbourne Cup – jeden z najbardziej prestiżowych wyścigów konnych na świecie – jest to publiczne święto wolne od pracy w stanie Wiktoria (zawsze w pierwszy wtorek listopada)
- Grand Prix Australii – eliminacja mistrzostw świata Formuły 1
- Boxing Day Test match – 26 grudnia każdego roku na MCG rozpoczyna się 5-dniowy krykietowy mecz międzypaństwowy z udziałem reprezentacji Australii.

Najważniejsze zespoły piłkarskie z Melbourne
- Melbourne Victory – zespół, który reprezentuje Melbourne w najwyższej klasie rozgrywkowej, tj. A-League, dwukrotny mistrz kraju.
- Melbourne City FC – od sezonu 2010/11 jest drugim zespołem z Melbourne występującym w A-league. Założony jako Melbourne Heart FC.
- Melbourne Knights – występuje w Victorian Premier League, dwukrotny mistrz kraju.
- South Melbourne FC – występuje w Victorian Premier League, czterokrotny mistrz kraju.

## Popularne miejsca

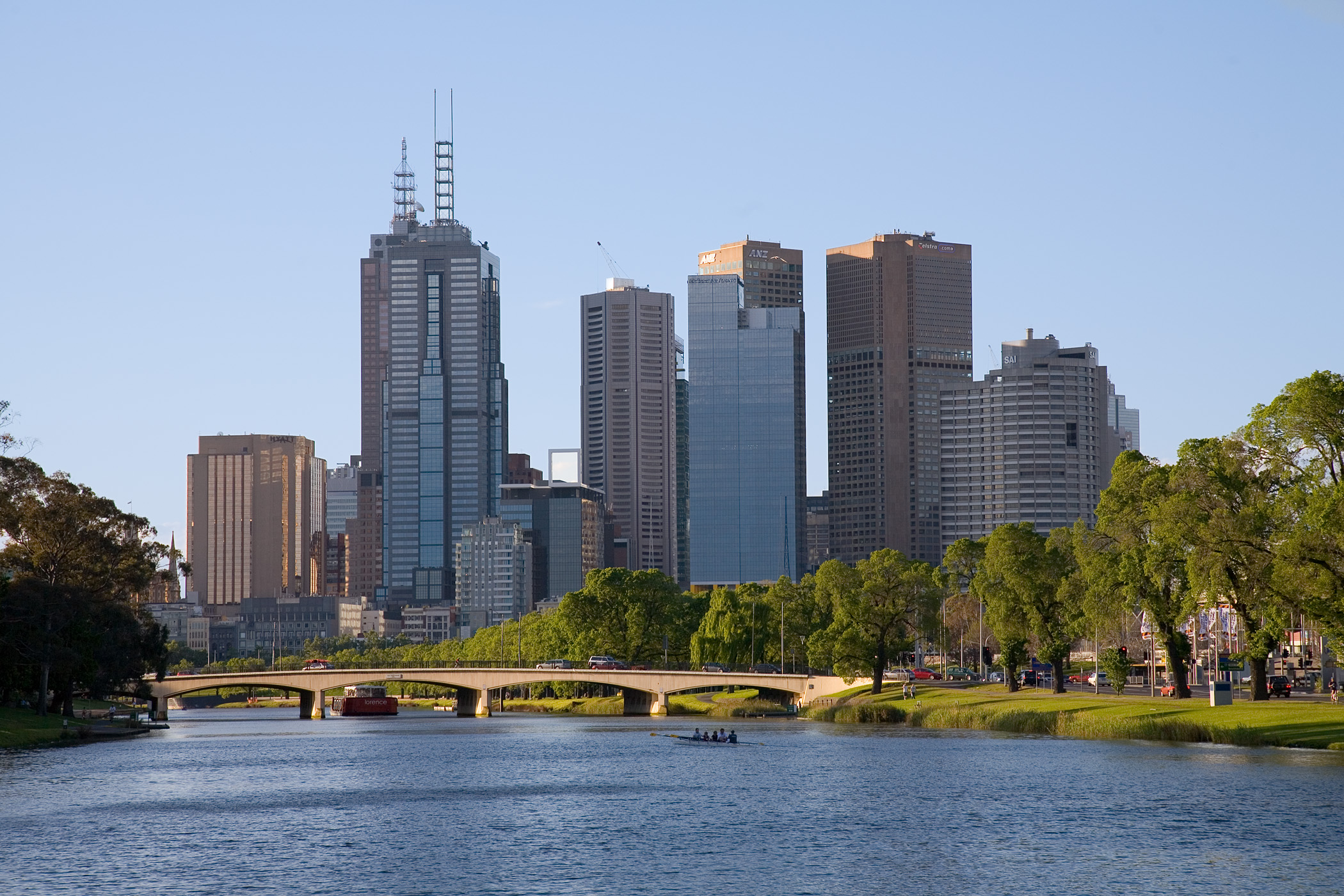
Wieżowce w Melbourne

- stadion MCG (Melbourne Cricket Ground). Od kwietnia do września są tu rozgrywane jeden lub dwa mecze futbolu australijskiego w tygodniu. Latem rozgrywane są tu mecze krykieta. Stadion MCG po przebudowie w ramach przygotowań do Igrzysk Wspólnoty Brytyjskiej (ang. Commonwealth Games) Melbourne 2006 może pomieścić 105 tysięcy kibiców.
- platforma widokowa, umieszczona na wysokości 237 metrów na 55. piętrze wieżowca Rialto, oferująca spektakularny widok na miasto i okolice. Rialto jest najwyższy w Melbourne (251 metrów) po ostatnio wybudowanej Eureka Tower (297 metrów).
- Melbourne Park, miejsce rozgrywania corocznego turnieju tenisowego Wielkiego Szlema: Australian Open (w styczniu).
- Melbourne Museum, muzeum historii naturalnej i placówka edukacyjna.
- Budynek Wystawy Królewskiej i Ogrody Carlton (wpisane na Listę światowego dziedzictwa UNESCO jako pierwszy na tej liście obiekt w Australii będący dziełem rąk ludzkich, 2004).
- Góry Dandenong – pasmo górskie leżące w granicach Melbourne (najwyższy szczyt 660 m n.p.m.), rejon lasów deszczowych porośniętych ogromnymi eukaliptusami oraz paprociami drzewiastymi. W górach zlokalizowana jest również wąskotorowa kolejka parowa Puffing Billy
- Półwysep Mornington – półwysep okalający zatokę Port Phillip od wschodu, rejon mieszczący wiele znakomitych winnic, kilka parków narodowych, znakomite plaże (zarówno nad oceanem, jak i nad zatoką) oraz dzielnice Melbourne uznawane za najbogatsze dzielnice w całej Australii (Portsea, Sorrento).
- kościół św. Franciszka – najstarsza świątynia katolicka na terenie miasta oraz w całym stanie Wiktoria.

### Okolice Melbourne
- Dolina Yarry – region wspaniałych lasów deszczowych oraz produkcji doskonałej jakości wina.
- Great Ocean Road – malownicza droga wzdłuż wybrzeża oceanu na zachód od Melbourne, wraz z Dwunastoma Apostołami, grupą kolumn skalnych stojących w morzu w parku narodowym Port Campbell
- Góry Grampians – malownicze pasmo górskie położone ok. 300 km na zachód od Melbourne. Najwyższy szczyt William (1166 m n.p.m.). Pasmo to jest południowo-zachodnim krańcem Wielkich Gór Wododziałowych
- Wisząca Skała – formacja skalna położona w pobliżu Mount Macedon na północ od Melbourne, rozsławiona w powieści Piknik pod Wiszącą Skałą oraz późniejszym filmie Petera Weira nakręconym na jej podstawie.
- Ballarat, miasto (ok. 80 tys. mieszkańców w 2004 roku) będące centrum gorączki złota w latach 50. XIX w. oraz widownią zbrojnego powstania zbieraczy złota. Obecnie mieści się tu skansen będący repliką Ballarat z okresu gorączki złota (Sovereign Hill).
- Phillip Island, miejsce rozgrywania motocyklowych Grand Prix Australii oraz lokalizacja kolonii pingwinów małych.

## Osoby związane z miastem
- Rupert Murdoch (ur. 1931) – wydawca
- Steve Irwin (1962–2006) – przyrodnik
- Kylie Minogue (ur. 1968) – piosenkarka
- Cate Blanchett (ur. 1969) – aktorka
- Mark Philippoussis (ur. 1976) – tenisista
- Chris Hemsworth (ur. 1983) – aktor
- Ruby Rose (ur. 1986) – aktorka
- Vance Joy (ur. 1987) – wokalista
- Abbey Lee (ur. 1987) – supermodelka, aktorka i muzyk
- Liam Hemsworth (ur. 1990) – aktor
- Darja Gawriłowa (ur. 1994) – tenisistka
- Oscar Piastri (ur. 2001) – kierowca F1